# Arnold Clark Cup 2023
Navigation
Édition précédente Édition suivante
La Arnold Clark Cup 2023 est la deuxième édition de la Arnold Clark Cup, un tournoi de football féminin sur invitation organisé par la Fédération anglaise de football, qui s'est tenue du 16 au 22 février 2023,.

## Format
Les quatre équipes invitées s'affrontent une fois dans un tournoi toutes rondes. Les points attribués en phase de groupes suivent la formule de trois points pour une victoire, un point pour un match nul et zéro point pour une défaite.

## Sites
Les rencontres devraient être doubles dans trois sites à travers l'Angleterre,.
| Milton Keynes | Bristol          | Coventry                        |
| --- | ---------------- | ------------------------------- |
| Stadium MK | Ashton Gate      | Coventry Building Society Arena |
| Capacité: 30 500 | Capacité: 27 000 | Capacité: 32 753                |
| |                  |                                 |
| [[Fichier:England location map.svg\|400px\|{{#if:\|{{{alt}}}\|Arnold Clark Cup 2023 est dans la page Angleterre.]]Milton Keynes Bristol Coventry |                  |                                 |

## Sélections invitées
| Sélection    | Classement FIFA (Octobre 2022) |
| ------------ | ------------------------------ |
| Belgique     | 20                             |
| Angleterre   | 4                              |
| Italie       | 14                             |
| Corée du Sud | 17                             |

## Critères
En cas d'égalité de points de plusieurs équipes à l'issue des matchs de poule, les critères suivants sont appliqués dans l'ordre indiqué pour établir leur classement :
1. Points de chaque équipe,
2. Différence de buts,
3. Buts marqués,
4. Face-à-face,
5. Fair play.

## Classement
| Rang | Équipe         | Pts | J | G | N | P | Bp | Bc | Diff |
| ---- | -------------- | --- | - | - | - | - | -- | -- | ---- |
| 1    | Angleterre H T | 9   | 3 | 3 | 0 | 0 | 12 | 2  | +10  |
| 2    | Belgique       | 6   | 3 | 2 | 0 | 1 | 5  | 8  | -3   |
| 3    | Italie         | 3   | 3 | 1 | 0 | 2 | 4  | 5  | -1   |
| 4    | Corée du Sud   | 0   | 3 | 0 | 0 | 3 | 2  | 8  | -6   |

## Matchs
Toutes les heures correspondent à l'heure au Royaume-Uni (UTC+0)
| 16 février 2023 | Italie                                      | 1 - 2   | Belgique                                             | Stadium MK, Milton Keynes                    |                                              |
| 16h45           | (Piemonte ) Giugliano 64e                   | (0 - 1) | 16e Detruyer ( De Caigny) · 90e Wullaert ( Delacauw) | Spectateurs : 8 705 Arbitrage : Ewa Augustyn | Spectateurs : 8 705 Arbitrage : Ewa Augustyn |
| 16h45           | Rosucci 46e · Giacinti 89e · Bonansea 90+5e | Rapport | 45e Biesmans                                         | Spectateurs : 8 705 Arbitrage : Ewa Augustyn | Spectateurs : 8 705 Arbitrage : Ewa Augustyn |

| 16 février 2023 | Angleterre                                                          | 4 - 0   | Corée du Sud                               | Stadium MK, Milton Keynes                            |                                                      |
| 19h45           | Stanway 40e (pen.) · Kelly 46e · (Greenwood ) Russo 50e · James 78e | (1 - 0) |                                            | Spectateurs : 21 013 Arbitrage : Andreza de Siqueira | Spectateurs : 21 013 Arbitrage : Andreza de Siqueira |
| 19h45           |                                                                     | Rapport | 8e Son H.Y. · 57e Jang S.G. · 85e Kim J.M. | Spectateurs : 21 013 Arbitrage : Andreza de Siqueira | Spectateurs : 21 013 Arbitrage : Andreza de Siqueira |

| 19 février 2023 | Angleterre                               | 2 - 1   | Italie                  | Coventry Building Society Arena, Coventry         |                                                   |
| 16h15           | (Robinson ) Daly 32e · (James ) Daly 71e | (1 - 0) | 62e Cantore ( Bonansea) | Spectateurs : 32 128 Arbitrage : Ivana Projkovska | Spectateurs : 32 128 Arbitrage : Ivana Projkovska |
| 16h15           | Rapport                                  |         |                         | Spectateurs : 32 128 Arbitrage : Ivana Projkovska | Spectateurs : 32 128 Arbitrage : Ivana Projkovska |

| 19 février 2023 | Corée du Sud | 1 - 2   | Belgique                       | Coventry Building Society Arena, Coventry |                           |
| 19h15           | Lee G.M. 10e | (1 - 1) | 45+1e Wullaert · 68e De Caigny | Arbitrage : Frida Nielsen                 | Arbitrage : Frida Nielsen |
| 19h15           |              | Rapport | 80e Vangheluwe · 81e Missipo   | Arbitrage : Frida Nielsen                 | Arbitrage : Frida Nielsen |

| 22 février 2023 | Italie                               | 2 - 1      | Corée du Sud                | Ashton Gate Stadium, Bristol    |                                 |
| 16h45           | Caruso 6e · (Girelli ) Rossuci 90+5e | (1 - 0)    | 69e Ji S.Y. ( Choe Y.R.)    | Arbitrage : Andreza de Siqueira | Arbitrage : Andreza de Siqueira |
| 16h45           |                                      | [ Rapport] | 47e Choe Y.R. · 77e Ji S.Y. | Arbitrage : Andreza de Siqueira | Arbitrage : Andreza de Siqueira |

| 22 février 2023 | Angleterre | 6 - 1   | Belgique | Ashton Gate Stadium, Bristol |             |
| 19h45           |            | (2 - 0) |          | Arbitrage :                  | Arbitrage : |
| 19h45           | [ Rapport] |         |          | Arbitrage :                  | Arbitrage : |